# Peter Daicos
Peter Daicos (Fitzroy, 20 de setembro de 1961) é um ex-jogador de futebol australiano profissional que jogou em sua carreira 250 jogos com Collingwood Football Club na AFL.
Ele é um dos grandes jogadores da história  da Australian Football League, sendo um membro do Hall da Fama do futebol australiano e foi reconhecido por sua consistente habilidade de fazer gols de diferentes e impossíveis ângulos. Durante sua carreira na liga, inclui uma  premiership, e o prêmio de Goal of the Year.  Ele também  jogou por seu estado natal no  Victoria num total de cinco vezes.
Daicos é considerado o melhor jogador de todos os tempos do Collingwood, sendo nomeado o jogador do século do clube, liderando o clube em chutes para o gol em cinco temporadas, e ganhando o prêmio de melhor duas vezes e a  premiership de 1990.
É conhecido como Macedonian Marvel, ou Maravilha Macedônica, por sua origem étnica da vila de Vevi, perto de Florina, na Grécia.

## Referencias
- Ross, John (1999). The Australian Football Hall of Fame. Australia: HarperCollinsPublishers. p. 143. ISBN 0-7322-6426-X
- AFL: Hall of Fame

## Ligações Externas
- Peter Daicos web site
- Peter Daicos: The Top 35